# Rasmus Ristolainen
Rasmus Ristolainen (* 27. Oktober 1994 in Turku) ist ein finnischer Eishockeyspieler, der seit Juli 2021 bei den Philadelphia Flyers in der National Hockey League unter Vertrag steht. Zuvor verbrachte der Verteidiger acht Jahre bei den Buffalo Sabres, die ihn im NHL Entry Draft 2013 an achter Position ausgewählt hatten.

## Karriere
Rasmus Ristolainen stammt aus dem Nachwuchsbereich von TPS Turku. Im Alter von 16 Jahren gab er sein Profidebüt für TPS Turku in der finnischen SM-liiga. Während der restlichen Saison spielte er meist für die U20-Mannschaft des Vereins. Während der Playoffs der U18-Meisterschaft verstärkte er jedoch die U18-Mannschaft. In der Saison 2011/12 spielte Ristolainen 40 Partien für die erste Mannschaft von TPS Turku. Am Ende der Saison verzeichnete Ristolainen drei Tore und fünf Assists. Während des KHL Junior Draft 2012 wurde er an insgesamt zwölfter Stelle gezogen. In der Saison 2012/13 absolvierte Ristolainen 52 Partien für die Profimannschaft. Ristolainen war der beste Scorer der Verteidiger des Teams. Er erzielte drei Tore und zwölf Assists. Bei der Junioren-Weltmeisterschaft erzielte er während sechs Spielen insgesamt zwei Tore und vier Assists. Während der Playoffs der U20-Mannschaft, bei denen er fünf Partien absolvierte, erzielte er zwei Tore und einen Assist.
Während des NHL Entry Draft 2013 wurde er von den Buffalo Sabres an insgesamt achter Stelle ausgewählt und etablierte sich bereits in der Saison 2013/14 in deren NHL-Aufgebot. Im Oktober 2016 unterzeichnete der Finne einen neuen Sechsjahresvertrag bei den Sabres, der ihm ein durchschnittliches Jahresgehalt von 5,4 Millionen US-Dollar einbringen soll. Ein Jahr vor Ablauf dessen wurde er jedoch im Juli 2021 an die Philadelphia Flyers abgegeben, die im Gegenzug Robert Hägg, ein Erstrunden-Wahlrecht für den NHL Entry Draft 2021 sowie ein Zweitrunden-Wahlrecht für den NHL Entry Draft 2023 nach Buffalo schickten. In Philadelphia erhielt er im März 2022 einen weiteren Fünfjahresvertrag mit einem durchschnittlichen Jahresgehalt von 5,1 Millionen US-Dollar.

### International
Ristolainen vertrat sein Heimatland mit der finnischen U17-Nationalmannschaft bei der World U-17 Hockey Challenge 2010 und 2011 sowie beim Ivan Hlinka Memorial Tournament 2010 und 2011. Während der Saison 2011/12 spielte er für Finnland bei den U18- und U20-Weltmeisterschaften. Bei der U20-Weltmeisterschaft spielte er in allen sieben Spielen, wo er drei Assists verbuchte (Plus-1-Bilanz). Bei der U18-Weltmeisterschaft wurde er zum Assistenzkapitän gewählt und erreichte in sieben Partien zwei Tore, ein Assist und zehn Strafminuten.
2013 spielte er bei der U20-Junioren-Weltmeisterschaft in Ufa, erzielte sechs Scorerpunkte und belegte mit der U20-Auswahl den siebten Platz. Ein Jahr später, bei der U20-Junioren-Weltmeisterschaft in Malmö, erzielte er insgesamt drei Tore. Eines davon erzielte er in der Verlängerung des Finales gegen Schweden und sicherte damit den Gewinn der Goldmedaille für die finnische U20-Auswahl. In Anerkennung der gezeigten Leistungen wurde er als bester Verteidiger des Turniers ausgezeichnet und in das All-Star-Team der Veranstaltung gewählt.
Nachdem Ristolainen für die A-Nationalmannschaft Finnlands bei der Euro Hockey Tour 2014/15 debütierte, gehörte er auch beim World Cup of Hockey 2016 zum finnischen Aufgebot.

## Erfolge und Auszeichnungen
- 2009 Finnischer Vizemeister der C-nuorten SM-sarja mit TPS Turku
- 2011 Finnischer Vizemeister der B-nuorten SM-sarja mit TPS Turku
- 2014 Goldmedaille bei der U20-Junioren-Weltmeisterschaft
- 2014 All-Star-Team und Bester Verteidiger der U20-Junioren-Weltmeisterschaft

## Karrierestatistik
Stand: Ende der Saison 2024/25

### International
Vertrat Finnland bei:
| - World U-17 Hockey Challenge 2010 - Ivan Hlinka Memorial Tournament 2010 - World U-17 Hockey Challenge 2011 - Ivan Hlinka Memorial Tournament 2011 - U20-Junioren-Weltmeisterschaft 2012 | - U18-Junioren-Weltmeisterschaft 2012 - U20-Junioren-Weltmeisterschaft 2013 - U20-Junioren-Weltmeisterschaft 2014 - World Cup of Hockey 2016 |

(Legende zur Spielerstatistik: Sp oder GP = absolvierte Spiele; T oder G = erzielte Tore; V oder A = erzielte Assists; Pkt oder Pts = erzielte Scorerpunkte; SM oder PIM = erhaltene Strafminuten; +/− = Plus/Minus-Bilanz; PP = erzielte Überzahltore; SH = erzielte Unterzahltore; GW = erzielte Siegtore; 1 Play-downs/Relegation; Kursiv: Statistik nicht vollständig)